# Eragrostis uzondoiensis
Eragrostis uzondoiensis är en gräsart som beskrevs av Sánchez-ken. Eragrostis uzondoiensis ingår i släktet kärleksgrässläktet, och familjen gräs. Inga underarter finns listade i Catalogue of Life.